# Wilga czarnoucha
Wilga czarnoucha (Oriolus bouroensis) – gatunek średniej wielkości ptaka z rodziny wilgowatych (Oriolidae). Występuje endemicznie na wyspie Buru w archipelagu Moluków w Indonezji. Nie jest zagrożony wyginięciem.
Systematyka
Jest to gatunek monotypowy. Za podgatunek wilgi czarnouchej uznawano wilgę tanimbarską (O. decipiens), wykazano jednak, że nie jest blisko spokrewniona i wydzielono ją do osobnego gatunku.
Środowisko
Środowiskiem naturalnym wilgi czarnouchej są wilgotne lasy równikowe, lasy namorzynowe oraz wilgotne regle w strefie międzyzwrotnikowej.
Status
Międzynarodowa Unia Ochrony Przyrody (IUCN) uznaje wilgę czarnouchą za gatunek najmniejszej troski (LC, Least Concern). Liczebność populacji nie została oszacowana, ale ptak ten opisywany jest jako pospolity. Trend liczebności populacji nie jest znany.